# Данська Суперліга з хокею 2024—2025
Данська Суперліга з хокею 2024—2025 (дан. Superisligaen 2024-25) — 65-й сезон Суперліги. Чемпіонат стартував 3 вересня 2024 року, а фінішував 25 квітня 2025 року.
Вперше чемпіоном Данії став клуб «Оденсе Бульдогс».

## Клуби
У Суперлізі беруть участь ті самі дев'ять клубів, що і минулого сезону:
| Клуб                      | Місто         | Арена                 | Заснований |
| ------------------------- | ------------- | --------------------- | ---------- |
| «Ольборг Пайретс»         | Ольборг       | «Гігантіум Айсарена»  | 1967       |
| «Есб'єрг‎ Енерджі»         | Есб'єрг       | «Гренлі Хокей Арена»  | 1964       |
| «Фредеріксгавн Вайт Гокс» | Фредеріксгавн | «Сканел Хокей Арена»  | 1964       |
| «Гернінг Блю-Фокс»‎        | Гернінг       | КВІК                  | 1947       |
| «Герлев Іглс»             | Герлев        | ДФДС                  | 1968       |
| «Оденсе Бульдогс»         | Оденсе        | «Оденсе Аштадіон»     | 1978       |
| «Рунгстед Сеєр Кепітал»   | Рунгестад     | «Горсгольм Скойтегал» | 1941       |
| «Редовре Майті Буллз»     | Редовре       | «Редовре Арена»       | 1964       |
| «Сеннер'юск Айсхокей»     | Хадерслев     | СЕ Арена              | 1963       |

## Регулярний сезон
| Поз | Команда                 | М  | В  | ВО | ПО | П  | ГЗ  | ГП  | Різ  | О   | Кваліфікація |
| --- | ----------------------- | -- | -- | -- | -- | -- | --- | --- | ---- | --- | ------------ |
| 1   | Гернінг Блю-Фокс        | 48 | 30 | 4  | 5  | 9  | 201 | 105 | +96  | 103 | Плей-оф      |
| 2   | Оденсе Бульдогс         | 48 | 24 | 7  | 4  | 13 | 168 | 131 | +37  | 90  | Плей-оф      |
| 3   | Рунгстед Сеєр Кепітал   | 48 | 24 | 2  | 5  | 17 | 152 | 155 | −3   | 81  | Плей-оф      |
| 4   | Ольборг Пайретс         | 48 | 22 | 4  | 3  | 19 | 163 | 135 | +28  | 77  | Плей-оф      |
| 5   | Есб'єрг‎ Енерджі         | 48 | 16 | 11 | 5  | 16 | 148 | 135 | +13  | 75  | Плей-оф      |
| 6   | Фредеріксгавн Вайт Гокс | 48 | 19 | 5  | 4  | 20 | 133 | 144 | −11  | 71  | Плей-оф      |
| 7   | Сеннер'юск              | 48 | 17 | 4  | 10 | 17 | 164 | 159 | +5   | 69  | Плей-оф      |
| 8   | Герлев Іглс             | 48 | 16 | 5  | 4  | 23 | 137 | 144 | −7   | 62  | Плей-оф      |
| 9   | Редовре Майті Буллз     | 48 | 4  | 2  | 4  | 38 | 93  | 251 | −158 | 20  |              |

## Плей-оф

### Чвертьфінали
Матчі стартували 14 березня 2025 року.
|                                                 | Серія | 1   | 2      | 3      | 4      | 5      | 6   | 7   |
| ----------------------------------------------- | ----- | --- | ------ | ------ | ------ | ------ | --- | --- |
| Гернінг Блю-Фокс – Герлев Іглс                  | 4:0   | 9:2 | 5:0    | 6:0    | 2:1 ОТ |        |     |     |
| Оденсе Бульдогс – Сеннер'юск                    | 4:3   | 7:5 | 4:5 ОТ | 2:4    | 3:1    | 3:0    | 0:1 | 5:2 |
| Рунгстед Сеєр Кепітал – Фредеріксгавн Вайт Гокс | 4:1   | 3:0 | 5:2    | 4:1    | 2:5    | 2:1 ОТ |     |     |
| Ольборг Пайретс – Есб'єрг‎ Енерджі               | 4:0   | 6:1 | 4:2    | 3:2 ОТ | 5:0    |        |     |     |

### Півфінали
Матчі стартували 1 квітня 2025 року.
|                                         | Серія | 1   | 2   | 3   | 4      | 5      | 6   | 7 |
| --------------------------------------- | ----- | --- | --- | --- | ------ | ------ | --- | - |
| Гернінг Блю-Фокс – Ольборг Пайретс      | 4:2   | 4:0 | 6:2 | 3:4 | 4:2    | 3:4 ОТ | 4:3 |   |
| Оденсе Бульдогс – Рунгстед Сеєр Кепітал | 4:1   | 3:7 | 4:1 | 3:1 | 6:5 ОТ | 4:1    |     |   |

### Матчі за 3-є місце
|                                         | Серія | 1   | 2   |
| --------------------------------------- | ----- | --- | --- |
| Рунгстед Сеєр Кепітал – Ольборг Пайретс | 0:1   | 6:6 | 0:3 |

### Фінал
Матчі стартували 17 квітня 2025 року.
|                                    | Серія | 1   | 2   | 3   | 4   | 5      | 6 | 7 |
| ---------------------------------- | ----- | --- | --- | --- | --- | ------ | - | - |
| Гернінг Блю-Фокс – Оденсе Бульдогс | 1:4   | 5:6 | 4:2 | 2:4 | 1:3 | 1:2 ОТ |   |   |